# Korjaschma
Korjaschma (russisch Коряжма) ist eine Stadt in Nordwestrussland. Sie hat 39.641 Einwohner (Stand 14. Oktober 2010) und gehört zur Oblast Archangelsk.

## Geografie
Die Stadt befindet sich am linken Ufer der Wytschegda, eines rechten Nebenflusses der Nördlichen Dwina.
Sie liegt etwa 500 km südöstlich der Oblasthauptstadt Archangelsk. Die nächstgelegenen größeren Städte sind das etwa 12 km entfernte Solwytschegodsk und das etwa 30 km stromaufwärts der Wytschegda liegende Kotlas.
Das Klima ist subarktisch kontinental geprägt, mit langen kalten Wintern und kurzen milden Sommern.

## Geschichte
Korjaschma entstand 1535 mit der Gründung des Nikolo-Korjaschemski Klosters (Николо-Коряжемский монастырь).
1954 begann der Bau eines Zellulose- und Papierkombinates, durch den auch die Stadt einen Aufschwung erlebte. Es wurde 1961 fertiggestellt.
1956 wurde es Siedlung städtischen Typs und erhielt am 15. August 1985 Stadtrecht.

### Einwohnerentwicklung
Die folgende Übersicht zeigt die Entwicklung der Einwohnerzahlen von Korjaschma.
| Jahr | Einwohner |
| ---- | --------- |
| 1959 | 11.191    |
| 1970 | 33.230    |
| 1979 | 42.793    |
| 1989 | 41.795    |
| 2002 | 42.811    |
| 2010 | 39.641    |

Anmerkung: Volkszählungsdaten

## Wirtschaft
Das wichtigste Unternehmen der Stadt ist nach wie vor das Zellstoff- und Papierkombinat (Котласский целлюлозно-бумажный комбинат). Mit mehr als 5000 Beschäftigten ist es die größte Papierfabrik Russlands und Europas.
Weitere wichtige Industriezweige sind die Chemie und Baustoffindustrie.